# Arne Hårdén
Hans Arne Hårdén, född 15 juni 1926 i Älvdalen, död på samma plats 5 januari 2008, var en svensk konstruktör och formgivare hos dragspels- och elgitarrtillverkaren AB Albin Hagström. Arne Hårdén svarade för en del av designen hos Hagströms instrument, men var först och främst den som ansvarade för den tekniska utvecklingen av instrumenten och konstruktionen av den maskinpark som tillverkningen fordrade. Under en period var han chef för företagets tillverkning av dragspelsbälgar i Orsa.